# Christophe Moreau

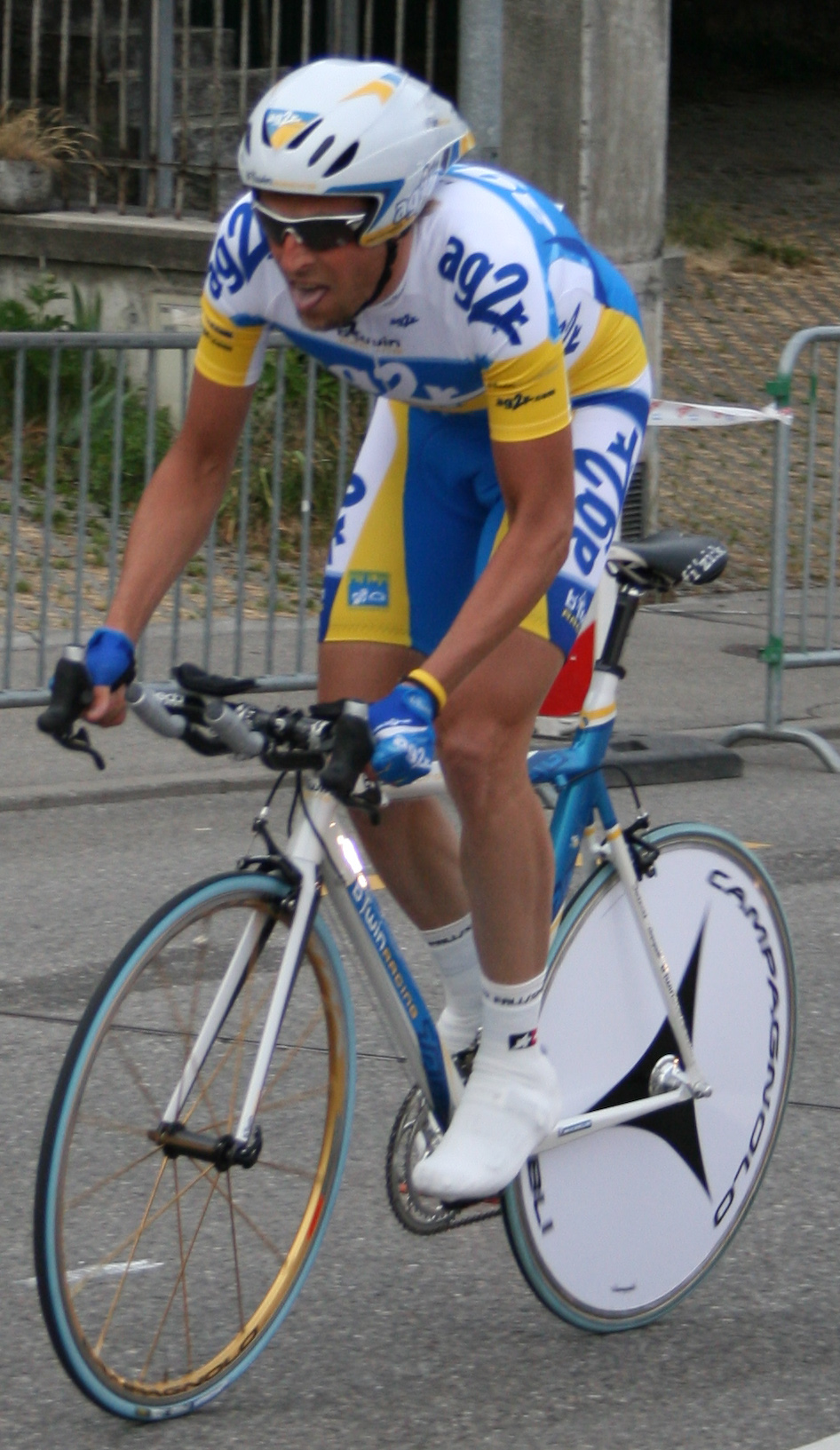
Christophe Moreau, Romandiet runt 2007.

Christophe Moreau, född 12 april 1971 i Vervins, Frankrike, är en fransk professionell tävlingscyklist. Han tävlade senast för det spanska stallet Caisse d'Epargne.

## Karriär
I slutet av 1994 var Moreau stagiaire i Chazal-MBK. Moreau hade med andra ord fått prova på att vara professionell. Han började sin proffskarriär i Festina-stallet 1995 och blev strax därpå tvåa i Tour de l'Avenir och under 1996 vann han prologen i samma tävling. 
Moreau blev efter ett antal rundor avstängd för dopning mellan december 1998 och april 1999 i samband med Festina-affären. Anledningen var att han testades positivt för anabola steroider efter sin vinst i Criterium International 1998 och att tjänstemän hittade dopningspreparat i en av stallets bilar under Tour de France samma år. Christophe Moreau och flera av hans stallkompisar, bland annat världsmästaren Laurent Brochard, blev anhållna och utkastade från loppet. Christophe Moreau, Laurent Brochard och Didier Rous erkände och fick sex månaders avstängning. 
Efter avstängningen fortsatte Moreau i Festina-stallet fram till och med slutet av 2001 och när kontraktet tagit slut fortsatte han vidare till det franska division 1-stallet Crédit Agricole, för vilka han fortsatte att tävla med fram till och med 2005.
Moreau har därefter haft ett flertal topp-tio slutplaceringar i Tour de France och höll den gula ledartröjan under två dagar 2001 efter att han vunnit prologen. 
Under säsongen 2003 vann Christophe Moreau Dunkirks fyradagars framför Didier Rous och Laurent Brochard. Under tävlingens gång vann Moreau också etapp 5.
När säsongen 2006 började var Moreau med i det franska UCI ProTour-stallet Ag2r Prévoyances laguppställning. 
På Critérium du Dauphiné Libéré 2007 vann Moreau den andra och fjärde etappen, där den fjärde etappen avslutades med den klassiska klättringen uppför Mont Ventoux. Han tog även totalsegern på tävlingen. Bara veckor efter segern i Critérium du Dauphiné Libéré visade han återigen upp sig, denna gång som vinnare av de franska landsvägsmästerskapen.
Den 13 september 2007 berättade Moreau att han tänkte tävla för Agritubel under 2008. Under säsongen 2008 vann fransmannen bergspristävlingen på Katalonien runt framför Christophe Riblon och Francisco Jose Martinez. Han slutade även på andra plats på Route du Sud bakom irländaren Daniel Martin.
Under säsongen 2009 slutade Moreau på fjärde plats på etapp 4 av Paris-Nice bakom Christian Vandevelde, Jonathan Hivert och Mirco Lorenzetto. På etapp 8 av det franska etapploppet slutade Moreau på femte plats. Han slutade på andra plats på etapp 3, ett tempolopp, av Volta ao Alentejo bakom Héctor Guerra. Moreau slutade tävlingen på fjärde plats bakom Maxime Bouet, Héctor Guerra och Vitalij Kondrut. I början av juni slutade fransmannen på femte plats på GP Schwarzwald bakom Heinrich Haussler, Jan Bakelants, Johannes Fröhlinger och Thomas De Gendt. Moreau slutade på åttonde plats på etapp 17 och 18 av Tour de France 2009. 
När Agritubel lade ned efter säsongen 2009 gick Moreau vidare till det spanska stallet Caisse d'Epargne.

## Stall
- Chazal-MBK (stagiaire) 1994
- Festina-Lotus 1995–1999
- Festina 2000–2001
- Crédit Agricole 2002–2005
- Ag2r Prévoyance 2006–2007
- Agritubel 2008–2009
- Caisse d'Epargne 2010